# Charles Malouin
Pour les articles homonymes, voir Malouin.
Charles Malouin, né le 15 février 1912 à Lassy (Calvados) et mort le 1er octobre 1979 à Lassy (Calvados), est un homme politique français.

## Biographie
Il est signataire de l'« appel des 43 » en faveur d'une candidature de Valéry Giscard d'Estaing à l'élection présidentielle de 1974.

## Détail des fonctions et des mandats
Mandat municipal
- 1965 - 1979 : maire de Lassy.

Mandat parlementaire
- 13 mai 1973 - 2 avril 1978 : Député de la 5e circonscription du Calvados.